# Isoglossa cyclophylla
Isoglossa cyclophylla är en akantusväxtart som beskrevs av Gottfried Wilhelm Johannes Mildbraed. Isoglossa cyclophylla ingår i släktet Isoglossa och familjen akantusväxter. Inga underarter finns listade i Catalogue of Life.